# Juni 2004
Portal Geschichte | Portal Biografien | Aktuelle Ereignisse | Jahreskalender | Tagesartikel

◄ |
20. Jahrhundert |
21. Jahrhundert

◄ |
1970er |
1980er |
1990er |
2000er
| 2010er | 2020er | 2030er | ►

◄ |
2000 |
2001 |
2002 |
2003 |
2004
| 2005 | 2006 | 2007 | 2008 | ►

◄ |
März 2004 |
April 2004 |
Mai 2004 |
Juni 2004 |
Juli 2004 |
August 2004 |
September 2004 |
►
Dieser Artikel behandelt tagesbezogene Nachrichten und Ereignisse im Juni 2004.

## Tagesgeschehen

### Dienstag, 1. Juni 2004
- Bagdad/Irak: Schiitische Religionsführer im Irak üben scharfe Kritik an der Ernennung des Sunniten Ghazi al Jawar zum neuen Präsidenten des Landes.[1]

### Mittwoch, 2. Juni 2004
- Badghis/Afghanistan: Fünf Mitarbeiter der Hilfsorganisation Ärzte ohne Grenzen werden auf einer Fahrt zwischen Khairkhana und Qala-I-Naw ermordet. Die Organisation beklagt anschließend zum wiederholten Mal die Instrumentalisierung ihrer Helfer durch die US-geführten Koalitionstruppen, die z. B. Flugblätter verteilten, auf denen humanitäre Hilfe von der Lieferung von Informationen über die Taliban und Al-Qaida abhängig gemacht wurde.
- Bagdad/Irak: Bei der Explosion einer Autobombe werden nach Polizeiangaben mindestens vier Menschen getötet und etwa 20 Menschen verletzt.

### Donnerstag, 3. Juni 2004
- Langley/Vereinigte Staaten: Der Chef des Geheimdiensts CIA George Tenet tritt zurück, laut US-Präsident George W. Bush erfolgt der Schritt aus persönlichen Gründen.[2]
- Palo Alto/Vereinigte Staaten: Sun Microsystems kündigt an, das Betriebssystem Solaris unter einer Open-Source-Lizenz zu veröffentlichen.
- Stresa/Italien: 50 Jahre nach dem ersten Treffen der „Bilderberger“ beginnt die 49. Bilderberg-Konferenz. Bis zum 6. Juli werden Vertreter aus Wirtschaft und Politik Gespräche führen, über die der Öffentlichkeit nichts mitgeteilt wird.

### Freitag, 4. Juni 2004
- Genf/Schweiz: Aus einem Bericht der Menschenrechtskommission der Vereinten Nationen geht hervor, dass irakische Zeugen Angehörigen der britischen und US-amerikanischen Streitkräfte u. a. Mord, Misshandlung und Diebstahl vorwerfen.

### Samstag, 5. Juni 2004

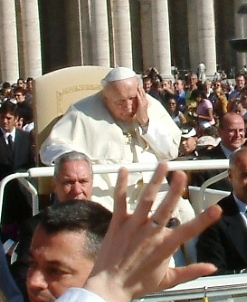
Papst Johannes Paul II.

- Bern/Schweiz: Der an Parkinson erkrankte Papst Johannes Paul II. besucht zum dritten Mal die Schweiz. Es ist die erste Auslandsreise des 84-jährigen Pontifex in diesem Jahr.

### Sonntag, 6. Juni 2004
- Arromanches-les-Bains/Frankreich: Bundeskanzler Gerhard Schröder beteiligt sich als erster deutscher Regierungschef an den Feiern zum Gedenken an die Landung der westlichen alliierten Streitmächte des Zweiten Weltkriegs in der Normandie vor 60 Jahren am „Stichtag“ des unter US-Führung stehenden Angriffs der Alliierten aus westlicher Richtung auf die nationalsozialisten Herrscher des Großdeutschen Reichs.[3]

### Montag, 7. Juni 2004
- Deutschland: Zum ersten Mal wird eine Person in der Bundesrepublik verurteilt, weil sie anderen Musikstücke in Musiktauschbörsen urheberrechtsverletzend zur Verfügung stellte.
- Washington, D.C./Vereinigte Staaten: Der Spanier Rodrigo de Rato y Figaredo wird geschäftsführender Direktor des Internationalen Währungsfonds.[4]

### Dienstag, 8. Juni 2004
- Basel/Schweiz: Am späten Abend kommt es im Stadtteil Horburg zu einer Schießerei, in deren Verlauf zwei Personen getötet werden. Ein Weinhändler läuft in seinem Haus Amok und tötet einen Polizeibeamten, gleich darauf wird er von der Polizei erschossen.
- Bøur/Färöer: 480 Grindwale werden beim Grindabóð (deutsch Grindwal-Alarm) getötet. Es ist ein verhältnismäßig großer Fang.
- Deutschland: Der erste Venustransit seit 1882 ist von Deutschland aus zwischen 7.20 Uhr und 13.23 Uhr zu beobachten.
- Java/Indonesien: Der Vulkan Bromo bricht aus, mehrere Menschen werden durch umherfliegende Lavabrocken verletzt.
- Sea Island/Vereinigte Staaten: Der G8-Gipfel 2004 beginnt. Während sich bei den vergangenen Treffen überwiegend wirtschaftliche Themen mit strategischen Überlegungen zur Politik verbanden, steht die Sicherheitspolitik diesmal stark im Vordergrund, nachdem die Kriege in Afghanistan und im Irak die Verletzlichkeit der so genannten „Weltmacht“ USA offenbarten. In der Gipfelvorbereitung formulierten die Justiz- und Innenminister der G8-Staaten deshalb ihre Empfehlungen zur Bekämpfung des internationalen Terrorismus.[5]

### Mittwoch, 9. Juni 2004
- Cottbus/Deutschland: Das brandenburgische Landesamt für Bergbau stimmt der Enteignung der letzten Bewohner des kleinen Ortes Horno zu. Die Bewohner wollen jedoch noch vor dem Verwaltungsgericht Cottbus gegen die Entscheidung klagen.
- Garching/Deutschland: Die Forschungs-Neutronenquelle Heinz Maier-Leibnitz geht in Garching in Betrieb. Im Herbst soll die volle Leistung von 20 Megawatt erreicht werden.
- Karlsruhe/Deutschland: Das Bundesverfassungsgericht in Karlsruhe stellt fest, dass das Ladenschlussgesetz verfassungsgemäß ist.
- Köln/Deutschland: Bei einem Nagelbombenanschlag in der Keupstraße im Stadtteil Mülheim werden 22 Menschen zum Teil schwer verletzt. Der oder die bisher unbekannten Täter präparierten die Bombe mit etwa 10 cm langen Zimmermannsnägeln, von denen 702 Stück nach der Tat sichergestellt werden. Das Leben in der Keupstraße wird von der Zuwanderung aus der Türkei geprägt.[6]

### Donnerstag, 10. Juni 2004

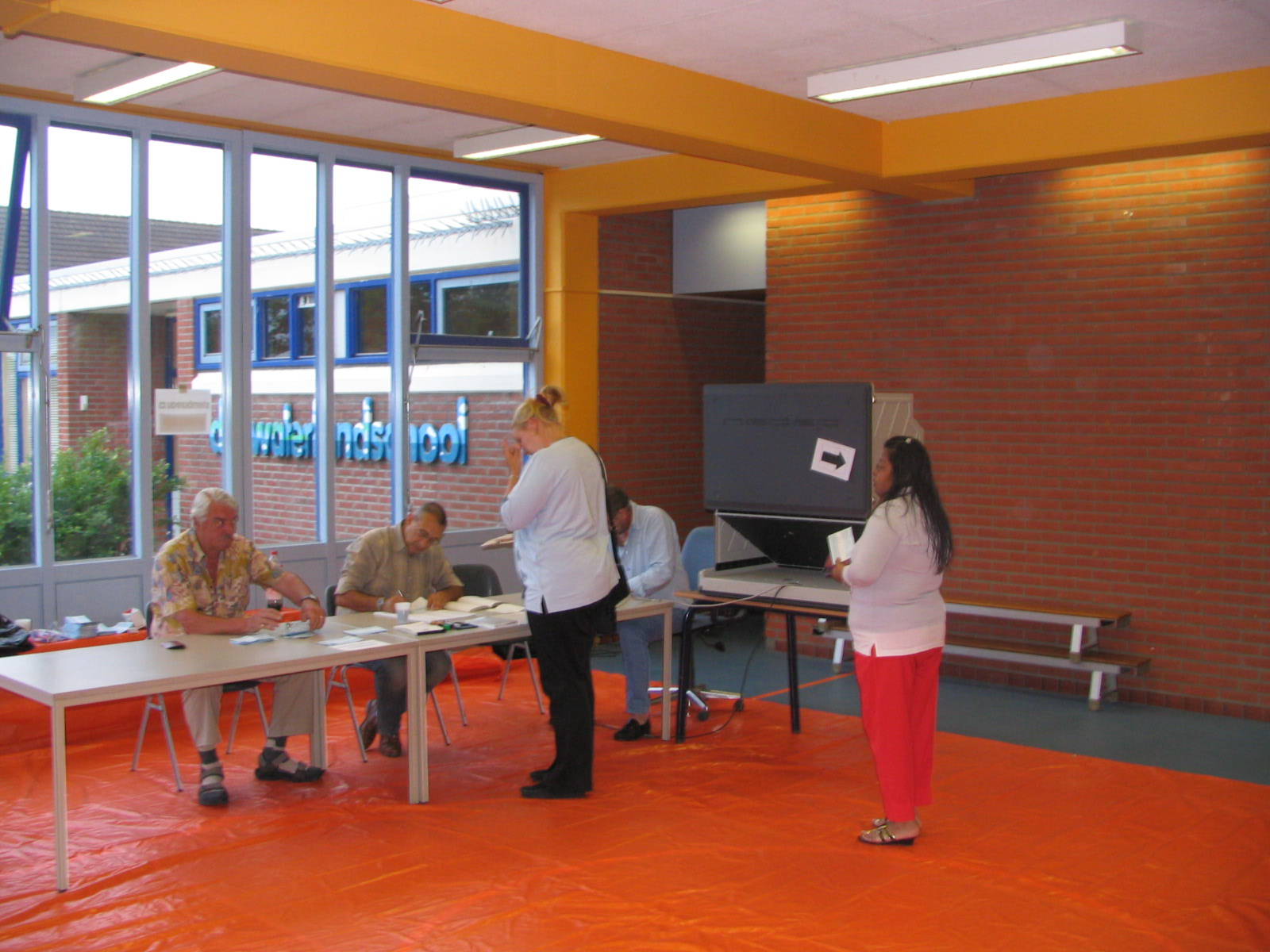
Europawahl in den Niederlanden

- Niederlande, Vereinigtes Königreich: In den Niederlanden und auf den Britischen Inseln startet die sechste Wahl zum Parlament der Europäischen Union (EU). Einschließlich Sonntag werden die Wahlberechtigten in den 25 EU-Mitgliedstaaten ihre Stimme abgeben können.
- Washington, D.C./Vereinigte Staaten: Die Vereinigten Staaten legen bei der Welthandelsorganisation Beschwerde gegen die Subventionen der Europäischen Union zu Gunsten des Flugzeugherstellers Airbus ein. Diese würden gegen die Verträge der Handelsorganisation verstoßen und den amerikanischen Hersteller Boeing benachteiligen.[7]

### Freitag, 11. Juni 2004
- Berlin/Deutschland: Der Bundesrat stimmt dem Gesetz zur Besteuerung der Renten zu. Somit wird es wie geplant zum 1. Januar 2005 in Kraft treten und dann stufenweise bis 2040 umgesetzt werden.
- Hannover/Deutschland: Der Verlag Heinz Heise stellt seine Publikationen sowie unter eine von Creative Commons ausgearbeitete Lizenz und bietet sie zum kostenlosen Download an.[8][9]

### Samstag, 12. Juni 2004
- Auckland/Neuseeland: Ein 1,3 kg schwerer Meteorit schlägt in ein Wohnhaus in einem Vorort von Auckland ein, Personen kommen dabei nicht zu Schaden.
- Bagdad/Irak: Der stellvertretende irakische Außenminister Bassam Salih Kubba wird am frühen Morgen auf dem Weg zur Arbeit ermordet.
- Porto/Portugal: In Portugal beginnt die Fußball-Europameisterschaft 2004. Im Eröffnungsspiel Portugal – Griechenland gewinnt die vom ehemaligen deutschen Bundesliga-Trainer Otto Rehhagel betreute griechische Nationalmannschaft mit 2:1.

### Sonntag, 13. Juni 2004
- Belgrad/Serbien und Montenegro: Etwa 6,5 Millionen Serben sind zur Präsidentschaftswahl aufgerufen. Da im ersten Wahlgang kein Kandidat die absolute Mehrheit erreicht, wird eine Stichwahl am 27. Juni erforderlich.
- Erfurt/Deutschland: Bei der Landtagswahl in Thüringen – an der fast jeder zweite Wahlberechtigte nicht teilnimmt – verteidigt die CDU die absolute Mehrheit der Sitze, fällt jedoch wieder unter 50 % der Wählerstimmen. Das Ergebnis bestätigt die Politik von Ministerpräsident Dieter Althaus, der zum ersten Mal als amtierender Regierungschef sowie als Spitzenkandidat seiner Partei in eine Wahl ging.[10]
- Frankfurt am Main/Deutschland: Mit einem 7:2-Sieg beim 1. FFC Frankfurt sichert sich der 1. FFC Turbine Potsdam seine erste gesamtdeutsche Meisterschaft.
- Hamburg/Deutschland: Per Volksentscheid votieren die Bürger für ein neues Wahlrecht in Hamburg.

### Dienstag, 15. Juni 2004
- Detroit/Vereinigte Staaten: Die Detroit Pistons gewinnen die Meisterschaft der National Basketball Association.

### Mittwoch, 16. Juni 2004
- Kirkuk/Irak: Der Sicherheitschef der irakischen Ölgesellschaft Nord, Ghasi Talabani, wurde bei einem Attentat getötet. Talabani gehört der Familie von Kurdenführer Dschalal Talabani an.
- Kundus/Afghanistan: Am Morgen ereignete sich in der nordafghanischen Stadt Kundus ein Bombenanschlag auf einen Militärkonvoi der ISAF, als dieser einen Basar der Provinzhauptstadt passierte. Bei dem Anschlag starben drei Passanten und der afghanische Fahrer. Im Fahrzeug befanden sich zwei deutsche Soldaten.
- Ulm/Deutschland: Der 95. deutsche Katholikentag unter dem Motto „Leben aus Gottes Kraft“ beginnt.

### Donnerstag, 17. Juni 2004
- Arlon/Belgien: Der belgische Sexualstraftäter Marc Dutroux wird von einem Geschworenengericht schuldig gesprochen, mehrere Mädchen entführt, vergewaltigt und ermordet zu haben. Das Strafmaß wird voraussichtlich in etwa einer Woche festgelegt.
- Bagdad/Irak: Im Irak kam es im Laufe des Tages zu mehreren Anschlägen. In Bagdad explodierte eine Autobombe vor einer Rekrutierungsstelle. Es sollen 35 Menschen getötet und mehr als 170 verletzt worden sein. Südlich von Bagdad kam es zu einem Anschlag auf ein Elektrizitätswerk mit Mörsergranaten und einer Autobombe. Zwei Menschen starben.
- Basel/Schweiz: Zum dritten Mal innerhalb von acht Tagen kam es in Basel zu einer Schießerei: In der Innenstadt wurde eine mit einem großen Messer bewaffnete Person von einem Polizisten nach einem Gemenge aus Notwehr erschossen.
- Berlin/Deutschland: Bundesinnenminister Otto Schily hat sich im Spitzengespräch mit Günther Beckstein und Peter Müller auf einen Kompromissentwurf zum deutschen Zuwanderungsgesetz einigen können. Dieser Entwurf wurde von allen Bundestagsfraktionen begrüßt. Das Gesetz liegt derzeit beim Vermittlungsausschuss, der Entwurf muss noch von Bundestag und Bundesrat bestätigt werden.
- Brüssel/Belgien: In der belgischen Hauptstadt treffen sich die Staats- und Regierungschefs der 25 Staaten der Europäischen Union zu einem Gipfeltreffen. Themen sind zum einen die Verabschiedung der europäischen Verfassung, als auch die Bestimmung des Nachfolgers von Kommissionspräsident Romano Prodi, dessen Amtszeit am 31. Oktober endet.
- Lissabon/Portugal: Bei der Fußball-Europameisterschaft sperrt die UEFA-Disziplinarkommission den italienischen Spieler Francesco Totti für drei Partien wegen dessen „Spuck-Attacke“ am 14. Juni gegen den Dänen Christian Poulsen.

### Freitag, 18. Juni 2004
- Berlin/Deutschland: Der Deutsche Bundestag hat mit den Stimmen der rot-grünen Koalition das umstrittene Gentechnik-Gesetz angenommen. Es regelt u. a. die Schadensersatzpflichten der Bauern, die gentechnisch veränderte Pflanzen benutzen.
- Berlin/Deutschland: Der Deutsche Filmpreis in Gold wird an Gegen die Wand von Regisseur Fatih Akin verliehen.[11]
- Brüssel/Belgien: Auf dem EU-Gipfel in Brüssel einigen sich die Staats- und Regierungschefs der 25 EU-Länder auf einen gemeinsamen Text für die geplante EU-Verfassung. Dieser Text muss nun noch von den 25 Mitgliedsländern ratifiziert werden.
- Brüssel/Belgien: Der Europäische Rat beschließt die Aufnahme von Verhandlungen über den Beitritt zur Europäischen Union mit Kroatien unter dem Vorbehalt, dass der Internationale Strafgerichtshof für das ehemalige Jugoslawien keine Einwände formuliert.[12]
- Israel, Palästinensische Autonomiegebiete: Palästinenserpräsident Jassir Arafat hat in einem Interview mit der israelischen Zeitung Haaretz erstmals den jüdischen Charakter Israels anerkannt. Er verzichtete damit auf das bisher eingeforderte Rückkehrrecht für alle palästinensischen Flüchtlinge.
- Kiel/Deutschland: Am Vorabend der offiziellen Eröffnung der 110. Kieler Woche beginnen in Kiel die ersten Feierlichkeiten. Zum größten Segelsportereignis der Welt und größten Volksfest in Nordeuropa werden insgesamt 3 Millionen Besucher erwartet. Für die Segler aus 50 Nationen ist es der letzte Testlauf vor Olympia in Athen.
- Saudi-Arabien: Der von radikalen Moslems der Terrorgruppe Al-Qaida als Geisel genommene US-Bürger Paul M. Johnson ist enthauptet worden. Die Entführer hatten die Freilassung aller in Saudi-Arabien festgehaltenen Al-Qaida-Kämpfer verlangt. Johnson war Mitarbeiter des US-Rüstungskonzerns Lockheed Martin. Später am Tag kam der für die Tat verdächtige Al-Qaida-Chef in Saudi-Arabien Abdulasis Issa Abdul Mohsin al-Mokrin bei einem Feuergefecht mit Sicherheitskräften ums Leben. Mit ihm wurden drei weitere Personen getötet.
- Stuttgart/Deutschland: Wegen einer umstrittenen Spende des PR-Beraters Moritz Hunzinger tritt Walter Döring von seinen Ämtern als baden-württembergischer Wirtschaftsminister, Landesvorsitzender der FDP und stellvertretender Bundesvorsitzender der Partei zurück.
- Washington, D.C./Vereinigte Staaten: Die Menschenrechtsorganisation Human Rights First legt einen Bericht vor, nachdem die USA u. a. in Ländern wie dem Irak, Jordanien, Pakistan sowie auf Kriegsschiffen der US Army mehr als zwei Dutzend streng geheime Gefängnisse betreiben, in denen Terrorverdächtige ohne Kontakt zur Außenwelt festgehalten werden.
- Washington, D.C./Vereinigte Staaten: US-Verteidigungsminister Donald Rumsfeld hat zugegeben, persönlich die geheim gehaltene Inhaftierung eines terrorverdächtigen Irakers angeordnet zu haben. Dies verstößt gegen die dritte Genfer Konvention zum Umgang mit Kriegsgefangenen.

### Sonntag, 20. Juni 2004
- Bagdad/Irak: Bei einem Bombenanschlag nahe der Irakischen Zentralbank in Bagdad starben am Morgen drei Iraker, sieben weitere Personen wurden verletzt. Zu den Motiven ist bisher nichts bekannt.
- Lugano/Schweiz: Jan Ullrich gewinnt zum ersten Mal, und als dritter Deutscher, die Rad-Rundfahrt Tour de Suisse.[13]

### Montag, 21. Juni 2004
- Mojave/Kalifornien: Das Raumschiff SpaceShipOne führte den ersten privaten Raumflug durch. Es startete um 14:45 UTC ca. 160 Kilometer nördlich von Los Angeles, getragen von dem Trägerflugzeug White Knight. In einer Höhe von ungefähr 15 Kilometern setzte es den Flug alleine, gesteuert von dem Piloten Michael Melvill aus den USA, bis in eine Höhe von 100 Kilometern fort, wo es etwa drei Minuten in der Schwerelosigkeit verbrachte. Ungefähr anderthalb Stunden nach dem Start landete Melvill das Flugzeug unversehrt in der Mojave-Wüste.
- Nasran/Russland: Gegen 23:00 Uhr Ortszeit greifen etwa 200 vermutlich tschetschenische Terroristen mehrere Orte in der autonomen russischen Republik Inguschetien an. In Nasran stürmten mit Maschinenpistolen und Granatwerfern bewaffnete Männer das Innenministerium und die Zentrale der Gesundheitspolizei. Dem Angriff, der als einer der heftigsten in den letzten Jahren gilt, kamen nach ersten Schätzungen mindestens 46 Menschen ums Leben, darunter auch Innenminister Abukar Kostojew, sein Stellvertreter und der Gesundheitsminister.
- Okinawa/Japan: Im Westen und Südwesten Japans hat der schwere Taifun Dianmu drei Menschen das Leben gekostet, zwei weitere werden vermisst. Der Sturm erreichte Windgeschwindigkeiten bis zu 200 km/h. Dianmu ist bereits der sechste Taifun der Saison, obwohl diese normalerweise erst im August oder September auftreten.

### Dienstag, 22. Juni 2004
- Nuuk/Grönland: Nach den gestrigen Feierlichkeiten zum 25. Jahrestag der grönländischen Autonomie innerhalb des Königreichs Dänemark und dem Abschluss eines Abkommens zwischen beiden Ländern zur weiteren Gestaltung der Selbstverwaltung besuchen Kronprinz Frederik von Dänemark und Kronprinzessin Mary das Land auf ihrer Hochzeitsreise. Mary erscheint in traditioneller Inuit-Tracht, wie schon am Tag zuvor Königin Margrethe II.
- Rom/Italien: Silvio Berlusconi bezweifelt die Rechtmäßigkeit der Stimmenauszählung der vergangenen Europawahl, bei der das von Romano Prodi geführte Mitte-links-Bündnis in Italien als Sieger hervorging. Er spricht von "Heerscharen von Linken, wahre Profis, die Wahlzettel, welche für uns Dilettanten günstig wären, annullieren und die Stimmen sich selber zuschlagen".
- Yaren/Nauru: Präsident René Harris wird in einem Misstrauensvotum durch das Parlament abgesetzt und durch Ludwig Scotty ersetzt.

### Mittwoch, 23. Juni 2004
- Berlin/Deutschland: Ab heute treten die besten Beachvolleyballteams der Welt bei dem Grand Slam der World Series des FIVB in Berlin (Schlossplatz) gegeneinander an. Das Turnier gehört zu den wichtigsten Turnier des Jahres, da hier, neben hoher Siegprämie, viele Punkte für die Olympiaqualifikation vergeben werden.
- Bielefeld/Deutschland: Laut dem Meinungsforschungsinstitut TNS Emnid besitzen inzwischen mehr als die Hälfte (53 %) der Deutschen einen Zugang zum Internet. Im Ländervergleich zeigt sich in Berlin die ausgeprägteste Verbreitung des Internets, während im Saarland, Sachsen-Anhalt und in Mecklenburg-Vorpommern die wenigsten Menschen online sind.
- Lissabon/Portugal: In ihrem letzten Gruppenspiel bei der Fußball-Europameisterschaft trifft die deutsche Nationalmannschaft auf eine „B-Auswahl“ der bereits für die nächste Runde qualifizierten Tschechen und scheidet mit einer 1:2-Niederlage aus dem Turnier aus.
- Micheln, Trebbichau/Deutschland: In den beiden Dörfern Micheln und Trebbichau in Sachsen-Anhalt richtet ein Sturm schwere Verwüstungen an, der von den Meteorologen als Tornado eingestuft wird. In weiten Teilen Deutschland kommt es zu Unwetterschäden. Tornados werden auch in Marne (Schleswig-Holstein) und auf Borkum beobachtet.

### Donnerstag, 24. Juni 2004
- Brüssel/Belgien: Die Mitglieder des Rats der Europäischen Union (EU) einigen sich auf den portugiesischen Ministerpräsidenten José Manuel Barroso als Wahlvorschlag an das EU-Parlament für den Posten des Präsidenten der EU-Kommission. Zu den Anwärtern, die wegen Vorbehalten aus einzelnen Staaten nicht nominiert wurden, zählen der Franzose Michel Barnier, der Brite Chris Patten und der Belgier Guy Verhofstadt.[14]
- Frankfurt am Main/Deutschland: Rudolf Völler tritt von seinem Amt als Trainer der deutschen Fußballnationalmannschaft der Herren zurück. Bei der Europameisterschaft schied die Mannschaft gestern nach dem dritten Vorrundenspiel aus.[15]
- Irak: Bei einer großangelegten Aktion töten irakische Aufständische durch mehrere Autobomben in sechs Städten über 100 Menschen und verwunden mehr als 320 weitere.
- Straßburg/Frankreich: Der Europäische Gerichtshof für Menschenrechte setzt in seinem Caroline-Urteil anlässlich der Medienberichterstattung um Prinzessin Caroline von Monaco den Rechten der freien Berichterstattung über prominente Personen Grenzen.

### Freitag, 25. Juni 2004
- Saturn: Die Raumsonde Cassini-Huygens hat neue Aufnahmen vom Saturnmond Titan gemacht, die dessen Oberflächenstrukturen deutlicher als zuvor zeigen.

### Samstag, 26. Juni 2004
- Islamabad/Pakistan: Der pakistanische Ministerpräsident Zafarullah Khan Jamali tritt nach sieben Monaten Amtszeit zurück.
- Prag/Tschechische Republik: Der tschechische Ministerpräsident Vladimír Špidla erklärt seinen Rücktritt. Das Vertrauen in die sozial-liberale Regierung sei nach eigenen Aussagen bei den verlorenen Europa-Wahlen erschüttert worden.
- Reykjavík/Island: Bei den isländischen Präsidentschaftswahlen erhält Ólafur Ragnar Grímsson mit 85,6 % eine klare Mehrheit.

### Sonntag, 27. Juni 2004
- Belgrad/Serbien und Montenegro: Im zweiten Wahlgang der Wahl des Präsidenten der Republik Serbien setzt sich der pro-westliche Kandidat Boris Tadić von der Demokratischen Partei durch.
- Frankfurt am Main/Deutschland: Drei der neuen EU-Länder sind dem Wechselkursmechanismus II beigetreten und sollen in 2 Jahren zur Euro-Zone stoßen. Estland, Litauen und Slowenien legten die Leitkurse ihrer Währungen zum Euro fest und verpflichten sich ab sofort, die Schwankungen unter ± 15 Prozent zu halten. Die Leitkurse sind: estnische Krone 15.6466 pro Euro, Litas 3.45380 und Tolar 239.640 pro Euro. Weiters verpflichten sich Estland und Litauen zu nachhaltiger Budgetpolitik und Slowenien zur Senkung der Inflation. Mit Dänemark gehören nun 4 Länder dem WKM II (Europäisches Währungssystem) an.
- Vilnius/Litauen: Valdas Adamkus gewinnt die litauischen Präsidentschaftswahlen gegen Kazimiera Prunskienė mit 52,1 % zu 47,8 %.

### Montag, 28. Juni 2004
- Bagdad/Irak: Zwei Tage früher als geplant hat der Irak seine Souveränität wieder erlangt. US-Zivilverwalter Paul Bremer und der irakische Ministerpräsidenten Ijad Allawi tauschen die Dokumente aus, die den Übergang der Macht von der von den USA geführten Koalitions-Übergangsverwaltung an die Übergangsregierung besiegeln.
- Berlin/Deutschland: Die Jury Spiel des Jahres stellt auf ihrer Pressekonferenz in Berlin die diesjährigen Hauptpreisträger vor: Spiel des Jahres wird Zug um Zug von Alan Moon. Kinderspiel des Jahres wird Geistertreppe von Michelle Schanen.
- Ottawa/Kanada: Die liberale Partei des kanadischen Ministerpräsidenten Paul Martin verliert ihre Regierungsmehrheit, Martin bleibt aber als Chef einer Minderheitsregierung im Amt.
- Ulaanbaatar/Mongolei: Bei den Wahlen in der Mongolei erleidet die regierende Mongolische Revolutionäre Volkspartei starke Verluste.
- Washington, D.C./Vereinigte Staaten: Das Oberste Gericht in den USA hat die Zuständigkeit der US-Gerichte für das Gefangenenlager Guantánamo Bay auf Kuba bestätigt. Nach dem Urteil des Supreme Court können die Gefangenen die Rechtmäßigkeit ihrer Inhaftierung vor US-Gerichten überprüfen lassen.

### Dienstag, 29. Juni 2004
- Berlin/Deutschland: Bundespräsident Johannes Rau wird nach fünfjähriger Amtszeit mit einem großen Zapfenstreich der Bundeswehr aus seinem Amt verabschiedet. Auf Wunsch des Präsidenten erklingt der Yorcksche Marsch.[16]

### Mittwoch, 30. Juni 2004
- Bagdad/Irak: Saddam Hussein wurde formell an ein Sondertribunal der irakischen Justiz übergeben. Er bleibt aber weiter unter Bewachung der USA.
- Manila/Philippinen: Die philippinische Staatspräsidentin Gloria Macapagal-Arroyo wird für eine weitere sechsjährige Amtszeit vereidigt.
- Tel Aviv/Israel: Israel muss den geplanten Verlauf des Sperrwalls zum Westjordanland nach einem Urteil des Obersten Gerichtshofes des Landes in einigen Abschnitten zu Gunsten der Palästinenser verändern.

## Weblinks

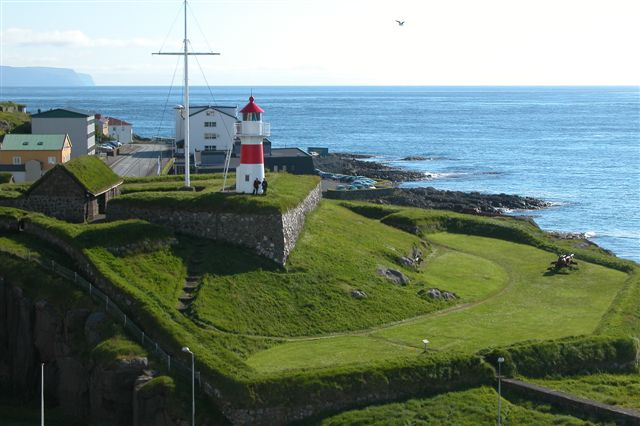
Färöer-Inseln im Juni 2004